# Подсосенье (Комьянское муниципальное образование)
Подсосенье — деревня в Грязовецком районе Вологодской области на реке Комья.
Входит в состав Комьянского муниципального образования, с точки зрения административно-территориального деления — в Комьянский сельсовет.
Расстояние по автодороге до районного центра Грязовца — 27,7 км, до центра муниципального образования Хорошево — 5,6 км. Ближайшие населённые пункты — Курапово, Огарково, Пальцево, Старый Дор.
По переписи 2002 года население — 4 человека.